# 川崎景介
川崎景介（かわさき けいすけ、英：Keisuke Kawasaki）は、花文化研究者、花文化コメンテーター。マミフラワーデザインスクール校長を務める。
1965年、東京都に生まれる。1989年、米国アイオワ州グレイスランド大学にて史学を専攻し卒業。2008年、倉敷芸術科学大学修士課程修了。フラワーデザイナーの養成機関等で教鞭をとり、執筆活動や全国での講演活動に従事するかたわら、日本のみならず世界各国の花文化を独自の視点で研究し、フローラルアートの啓蒙に努めている。日本民族藝術学会員。元日本フラワーデザイン専門学校講師。

## 著書
- 「花が時をつなぐ　－フローラルアートの文化誌－」 講談社 ISBN 978-4-06-213629-7